# Five (banda)
Five (estilizado como 5ive) é uma boy band britânica consistindo de Scott Robinson, Ritchie Neville, Sean Conlon, Richard "Abs" Breen (depois Abz Love) e Jason "J" Brown. Eles foram formados em 1997 pela mesma equipe que gerenciou as Spice Girls antes delas lançarem suas carreiras. 
Five foi um grande sucesso apreciado em todo o mundo, especialmente no Reino Unido, maior parte da Europa e da Ásia, Rússia, Brasil, Austrália, Nova Zelândia e Estados Unidos. Eles se separaram em 27 de setembro de 2001, depois de vender mais de 10 milhões de discos mundialmente, ter 11 singles top dez e quatro 10 melhores álbuns do Reino Unido, e serem vencedores na categoria Melhor Ato Pop (Best Pop Act) nos Brit Awards em 2000.
Robinson, Abz Love, Neville e Brown brevemente reformaram o grupo sem Conlon em setembro de 2006, com uma nova equipe de gestão liderada pelo gerente de música Richard Beck. Oito meses mais tarde, tendo assegurado uma turnê lucrativa, mas não o suficiente para ganhar o interesse da empresa, Five fez um anúncio através de seu site oficial que iriam se dissolver novamente.
Em 2012, a banda disse que eles estavam planejando se reunir novamente, desta vez novamente com Conlon, mas sem Brown, que se recusou a participar da reunião, alegando que ele não queria mais estar na indústria musical. O grupo continuou com apenas quatro membros, mas decidiu manter o nome Five. Ao lado de Blue, 911, Atomic Kitten, B*Witched, Honeyz e Liberty X, Five foram destaque na série documental da ITV2, The Big Reunion, que começou a ser exibida em 31 de Janeiro de 2013. Isto foi seguido por uma performance de retorno no Hammersmith Apollo em 26 de fevereiro de 2013 e uma turnê ao redor do Reino Unido e da Irlanda em maio, que era a sua primeira turnê sem Brown. Em novembro e dezembro de 2013, Five fez sua própria turnê, o 5ive Greatest Hits Tour, sua primeira turnê solo como um quarteto. Em 2014, Abz deixou o grupo devido a diferenças criativas.
Em 2021, o Five lançou oficialmente seu primeiro single em 20 anos. "Keep On Movin'" (21 Remix) em junho, seguido por "Making Me Fall" e "Shangri-La" em agosto de 2021, depois "Reset" e "Warm Light" em outubro de 2021. Um single intitulado "Time" foi lançado em novembro de 2021. Em janeiro de 2022, Five lançou seu quarto álbum Time.
Em fevereiro de 2025, o Five anuncia a volta de Abz Love e Jason "J" Brown e uma nova turnê.

## História

### 1997-1998: Formação e o álbum de estreia
Em 1997, um anúncio foi colocado no jornal de artes britânico The Stage, pedindo para jovens cantores/bailarinos para uma audição para uma boy band de estilo com "atitude e afiados". Bob e Chris Herbert, os dois homens que já haviam criado as Spice Girls, pensou que era o momento certo para um grupo masculino. Mais de 3.000 candidatos teste, e eles foram finalmente reduzida para apenas 14, dos quais cinco haviam se organizaram em um grupo enquanto esperavam por sua audição, incluindo Russell Brand, que cantou a música "More Than Words" do Extreme para os jurados. As audições resultaram em um elenco provisório de nove membros: Richard Breen (agora mais conhecido como Abz Love), Ritchie Neville, Scott Robinson, Sean Conlon, Jason "J" Brown e os membros substitutos Peter Cheshire, Paul Taylor e Anthony Baker. (rapper) e Ric Hershon. Como seu primeiro nome era Richard, Breen criou o apelido de 'Abs' (de seu nome do meio, "Abidin") para evitar confusão com Neville (nascido Richard Neville Dobson). Cheshire e Taylor foram eliminados posteriormente quando os cinco finalistas foram escolhidos em maio de 1997 e Hershon não pôde comparecer à seleção final. Baker entrou na banda originalmente, mas dúvidas foram lançadas sobre seu estilo de rap quando seu sotaque do nordeste da Inglaterra apareceu. 
A banda posteriormente foi assinada por Simon Cowell e BMG/RCA para um contrato de seis álbuns. Five praticou seu trabalho no Trinity Studios em Knaphill - o mesmo lugar que as Spice Girls fizeram alguns anos antes. Em novembro de 1997, Five lançou seu primeiro single "Slam Dunk (Da Funk)", que estreou no número 10 no UK Singles Chart. A canção também foi lançado nos Estados Unidos em 1998, mas teve pouco sucesso, apesar de ter sido escolhida como a nova canção tema pela NBA. Em 1998, Five ganhou seu primeiro sucesso internacional importante,  "When the Lights Go Out", que alcançou o top 10 nos Estados Unidos e ganhou certificado de Ouro logo depois. Five seguiu com uma turnê de oito dias para promover seu próximo álbum, aparecendo em um concerto especial para o Disney Channel com o grupo jovem irlandês B*Witched, na Times Square, em Nova Iorque e no TRL da MTV. O álbum de estreia, Five, chegou ao número 27 na Billboard 200 dos Estados Unidos e liderou as paradas em outros países do mundo, incluindo o Reino Unido.  "It's The Things You Do", foi lançado no final de 1998 nos Estados Unidos, só para receber uma recepção morna. O grupo embarcou em uma turnê pelos Estados Unidos com o 'N Sync, mas logo depois se retirou devido à exaustão, voando de volta para a Inglaterra para descansar e começar a trabalhar em um novo álbum. Ainda minando o primeiro disco, "Got the Feelin'", "Everybody Get Up", e "Until the Time is Through" todos foram lançados como singles no Reino Unido ao longo de 1998.

Five atingiu o top 5 em países diferentes ao redor do mundo, e os últimos dois singles cada subiram para o número dois no Reino Unido. Um elemento significativo de popularidade do Five foi sua semelhança com boy bands americanas como New Kids on the Block, Backstreet Boys e 'N Sync no seu estilo uptempo musical e "imagem de rua", em contraste com Take That, 98 Degrees, e Boyzone, que na época eram principalmente conhecido por suas baladas. Five também escreveu ou co-escreveu quase todas as suas próprias canções, "costume esse que apenas bandas como Take That e Boyzone praticavam em maior escala". De acordo com Cowell, Five quase quebraram os Estados Unidos. Infelizmente, eles fizeram algumas más decisões. Quando Cowell ouviu "...Baby One More Time", que queria tê-lo para o Five gravar, mas o escritor, Max Martin, tinha dado a Britney Spears. Martin se ofereceu para escrever uma música para o Five, e ele veio com "Bye Bye Bye". No entanto, ao ouvir a canção, eles recusaram e desprezaram. Cowell disse: 
| “ | Em seguida, eles foram para a Suécia algumas semanas depois para gravar uma música que eles recusaram, chamada "Bye Bye Bye". E ele realmente era bye bye bye depois disso. Essa teria sido a gravação que os quebraram. Eu teria quebrado aquela banda. | ” |

### 1999-2000:Invinciblee turnê
Em agosto de 1999, o primeiro single de seu segundo álbum, Invincible, a música de dança cativante "If Ya Gettin' Down", foi lançado e se tornou um grande sucesso em todo o mundo, mas mais uma vez não conseguiu ir para o número 1 em seu país de origem, mantidos fora do topo por Ricky Martin. Finalmente, em outubro de 1999, depois de três consecutivos número dois, "Keep on Movin'" tornou-se seu primeiro single britânico nº 1, bem como o seu single mais vendido até o momento. O segundo álbum atingiu o top cinco pouco depois. "Don't Wanna Let You Go", foi lançado no início de março de 2000, atingindo o número 9. Em 3 de março de 2000, Five abriu o Brit Awards com o Queen, executando uma versão atualizada do sucesso da banda, "We Will Rock You". Naquela noite, Five ganhou seu primeiro Brit Award como "Melhor Artista Pop",  e sua cover da música do Queen passou a se tornar o seu segundo número um no Reino Unido em julho de 2000. O primeiro semestre de 2000 encontrou Five em uma turnê mundial de sucesso, realizando concertos no Reino Unido, Europa, Rússia, Austrália e América do Sul como um quarteto, depois de Ritchie contrair varicela e teve que ser levado de volta para a Inglaterra.
Depois de terminar a turnê, Five continuou a executar em vários concertos no Reino Unido, incluindo a Party in the Park com o Queen. A reedição de seu álbum Invincible incluía versões remixadas de algumas músicas e cinco faixas ao vivo de sua turnê, assim como uma faixa bônus, "Don't Fight It Baby". Com lançamento previsto para julho de 2000 nos Estados Unidos, a canção foi retirada do lançamento depois que o grupo foi abandonado por sua gravadora americana, Arista Records. Five também teve problemas com sua gravadora asiática e, posteriormente, cancelou sua turnê asiática. Sofrendo com este grande golpe, os rapazes voltaram para o estúdio e começamos a escrever músicas para seu próximo álbum. Eles continuaram a ganhar prêmios no Reino Unido e na Europa, e em dezembro de 2000 lançou sua segunda turnê grande, em seu país de origem. 

### 2001:Kingsize, partida de Conlon e a separação
Em janeiro de 2001, Five foram para um dos maiores festivais do mundo, o Rock in Rio no Rio de Janeiro, para uma plateia de quase meio milhão de pessoas. Em maio de 2001, depois de muitos meses de escrita criativa e "desenvolver seu próprio som pessoal", Kingsize foi concluída. Quando chegou a hora de começar a filmar o vídeo de seu primeiro single do álbum, no entanto, o membro da banda Sean ficou doente com febre glandular. O vídeo de "Let's Dance" foi lançado com um recorte de papelão em tamanho real substituindo o cantor, e os rumores de que ele tinha de fato deixou a banda teve que ser anulada. Scott também temporariamente deixou a banda em poucas semanas para ficar com a sua namorada de infância Kerry Oaker, que estava tendo problemas com a gravidez. Seu primeiro filho, Brennan Rhys, nasceu em 11 de julho de 2001, cinco semanas prematuro. Os restantes três membros, J, Abs e Ritchie, pressionaram com forte promoção o terceiro álbum do grupo e o single de "Let's Dance". Apesar de se apresentar em um show na Bélgica, em julho, Ritchie rompeu o tendão do pé esquerdo, colocando um fim a toda a promoção e levando o grupo a ter algumas reuniões de repensar as suas opções e futuros. "Let's Dance" foi lançado em meados de agosto de 2001, no entanto, e se tornou seu terceiro nº 1 no Reino Unido, segurando o primeiro lugar por duas semanas. Kingsize estreou duas semanas depois, em 3º, e passou a atingir a certificação de ouro. Duas semanas após o lançamento de Kingsize, a banda anunciou a saída de Conlon. Neville disse em uma entrevista vários anos depois que o empresário da banda manteve a saída de Conlon da banda em segredo, então eles não sabiam que ele havia saído quando eles filmaram o vídeo "Let's Dance".
Em 27 de setembro de 2001, após um mês de reuniões sérias com a gravadora, a banda anunciou na MTV Select que se separaria após lançar uma compilação no final daquele ano. Em 28 de setembro, um dia após o anúncio, Scott se casou com Kerry em uma cerimônia com todos os seus antigos companheiros de banda no evento. Anos depois, Breen revelou que era totalmente contra a ideia de separação; ele descreveu a separação como a sensação de que algo havia sido tirado dele. Em 19 de novembro, um álbum Greatest Hits foi lançado com 15 sucessos anteriores, dois remixes e uma nova música. Em 24 de novembro, um single duplo A-side com "Closer to Me" e "Rock the Party" foi lançado no Reino Unido com um vídeo de animação. As duas músicas foram incluídas em seu álbum anterior Kingsize, mas após a saída de Conlon, eles decidiram lançar como um single de seu álbum Greatest Hits. O álbum foi lançado nos Estados Unidos em 15 de fevereiro de 2002. No curto período de vida da banda, eles tiveram sucesso em todo o mundo, acumulando três singles em primeiro lugar no Reino Unido e vendendo uma estimativa de 15 a 20 milhões de cópias de seus discos em todo o mundo, incluindo 7 milhões de cópias de seus álbuns em todo o mundo e 2 milhões nos Estados Unidos, ganhando vários prêmios ao longo do caminho.

### 2006-2010: Primeira reunião não sucedida e aparições
Em 17 de setembro de 2006, foi feito um anúncio na página oficial do Five no Myspace de que uma coletiva de imprensa seria realizada no The Scala, no centro de Londres, em 27 de setembro. Depois de uma mudança de local devido a um tiroteio no Scala, a conferência foi mudou-se para a Academia Bar Islington. Dizia-se que quatro dos cinco membros iriam se reunir (Conlon agora estava comprometido com a gravadora Sony Music) e isso foi confirmado na conferência de imprensa. Five gravou novo material para o que deveria ser seu quarto álbum de estúdio, trabalhando com Guy Chambers, o produtor/compositor sueco Anders Bagge, e os DJs franceses Trak Invaders. Eles também planejavam fazer uma turnê em 2007. Em janeiro de 2007, Five tinham completado metade de seu álbum e estavam procurando uma assinatura com uma gravadora com o novo gerente, Richard Beck. O álbum foi previsto para ser lançado dentro dos próximos meses. Em 8 de março de 2007, à meia-noite, Five estreou trechos de um minuto de três novas músicas que eram para estarem no novo álbum. As músicas, intituladas "70 Days", "Settle Down" e "It's All Good" estavam disponíveis no site oficial da banda e também na sua página do Myspace. Beck também garantiu uma série de documentários MTV intitulado Five - The Revive. Em 19 de maio de 2007, apenas oito meses após a reforma, não tendo conseguido obter um contrato de gravação lucrativo o suficiente, Five anunciou através de seu site que o grupo já não estar a seguir um retorno.

### 2012-2020: Segunda reunião e saída de Abz Love
Depois de aparecer no The Voice UK em 24 de março de 2012 e deixando de fazê-lo após a fase de audição, Conlon reuniu com seus antigos colegas de banda para discutir a possibilidade de uma segunda reunião. Brown inicialmente estava disposto a participar da reunião, mas depois desistiu e alegou que não queria ser mais famoso. Os outros membros declararam então que eles iriam continuar como um quarteto, com planos para uma nova turnê e novo material. Em 2013, o grupo participou de The Big Reunion, onde eles falaram sobre o seu tempo juntos e as dificuldades que vieram com estar em uma banda. Robinson também expressou sua contrariedade em relação a recusa de reunificação de Brown. Em janeiro de 2013, que o grupo estava procurando encontrar um novo membro para substituir Brown, e eles também estavam tendo discordâncias sobre o nome do grupo. O grupo fez um teste com três homens para escolher o novo membro da banda, mas no final, o plano para um quinto membro não deu certo e Five decidiu continuar como um quarteto. Brown eventualmente apareceu em The Big Reunion: On Tour para negar as acusações feitas por seus colegas de banda, em setembro de 2014. Ele reconheceu seu comportamento poderia ter sido visto como alto e arrogante, mas ele negou ter feito bullying com o Conlon. Durante uma reunião com Abz no show, Brown explicou como ele tinha mudado e que ele não se sentia confortável voltando ao Five.
Em 16 de setembro de 2013, a banda pegou o prêmio de Melhor Artista de Música (Em um Reality TV Show) no National Reality TV Awards. Em novembro e dezembro de 2013, Five embarcou em sua própria turnê chamada "Greatest Hits Tour" no Reino Unido e na Austrália.

Em junho de 2014, Five abriu o show do McBusted (o supergrupo das bandas McFly e Busted) em quatro datas de sua McBusted Tour e mais tarde naquele mês Abz afirmou que o futuro do grupo é incerto. Abz eventualmente anunciou que ele havia deixado o grupo em agosto 2014 via Twitter, sem contar aos outros membros de antemão. Em uma entrevista há alguns dias antes do anúncio, Abz revelou que ele só concordou em se reunir com o grupo, em 2012, por causa da necessidade financeira. Desde então, a banda continuou como um trio. Em fevereiro de 2016, eles lançaram outro álbum, intitulado Keep On Movin': The Best of Five. Em 2019, o grupo anunciou que se juntariam a 911, Damage e A1 para uma turnê pelo Reino Unido chamada The Boys Are Back! no ano seguinte. Robinson também afirmou que não havia chance de a formação completa original da banda retornar. Ele disse à Press Association: 
| “ | Não caberia a nós entrar em contato com [Brown e Love]. Eles deixaram bem claro que não queriam estar na banda. É como Take That, com Jason Orange e Robbie Williams saindo. Ainda funciona, as músicas ainda são as mesmas. | ” |

Em 2020, a turnê seria interrompida por causa da COVID-19 com shows sendo remarcados para 2021.

### 2021-presente:Timee reunião como quinteto
No final de 2020, Five anunciou que iria embarcar em outra turnê Greatest Hits australiana em 2021, apoiada pela dupla pop australiana Sister2Sister. Em 1 de junho de 2021, Five postou em suas contas de mídia social que têm grandes notícias que serão reveladas em três dias. Em 4 de junho de 2021, após uma série de dicas e posts em contagem regressiva, Five revelou um novo logotipo, capa de um novo lançamento "Keep On Movin'" (21 Remix) junto com um videoclipe, que eles anunciaram estar disponível para pré-encomenda no Apple Music. Eles também declararam assistir suas contas de mídia social para notícias maiores em 11 de junho de 2021. Em 11 de junho, o remix foi lançado com o anúncio de um novo álbum gravado durante a pandemia. Em 26 de julho de 2021, Five anunciou dois novos singles intitulados "Shangri-La" e "Making Me Fall" que estariam disponíveis para pré-venda em 31 de julho de 2021, e então lançados em todas as plataformas de streaming em 6 de agosto de 2021. Em 12 de setembro de 2021, durante o show em Cardiff da turnê The Boys Are Back, eles estrearam uma versão ao vivo de uma balada chamada "Reset", que foi lançada junto com o single "Warm Light" em 1 de outubro de 2021.
Em outubro de 2021, Five anunciou que o próximo álbum se chamaria Time e deveria ser lançado por volta de janeiro de 2022. O próximo single do álbum também se chamaria "Time" e seria disponibilizado para pré-encomenda em 22 de outubro de 2021, com data de lançamento para 26 de novembro de 2021. O álbum foi lançado em 28 de janeiro de 2022.
Em 27 de fevereiro de 2025, o grupo confirmou sua reunião como um quinteto e anunciou a turnê Keep On Movin' 2025, que acontecerá em todo o Reino Unido e contará com Naughty Boy como convidado especial.

## Integrantes
- Scott Robinson (1997-2001, 2006-2007, 2012-presente)
- Ritchie Neville (1997-2001, 2006-2007, 2012-presente)
- Sean Conlon (1997-2001, 2012-presente)
- Jason Brown (J) (1997-2001, 2006-2007, 2025-presente)
- Abz Love (1997-2001, 2006-2007, 2012-2014, 2025-presente)

## Discografia

### Álbuns de estúdio
- Five (1998)
- Invincible (1999)
- Kingsize (2001)
- Time (2022)

### Coletâneas
- Greatest Hits (2002)
- Keep On Movin': The Best of Five (2016)

## Turnês
Principais
- Everybody Get Up with 5ive (1999)
- Invincible Tour (2000-2001)
- 5ive Greatest Hits Tour (2013)
- Loud and Intimate Tour (2015)
- 5ive Tour (2016-2019)
- Australian Greatest Hits Tour (2024)
- Keep On Movin' 2025 Tour (2025)

Outras turnês
- The Big Reunion Tour (com Atomic Kitten, Liberty X, B*Witched, Honeyz e 911) (2013)
- Christmas Party Tour (com Atomic Kitten, Liberty X, B*Witched, Honeyz e 911) (2013)
- The Big Reunion: Boy Band Tour (com Blue, 911, Damage, A1, 3T e 5th Story) (2014)
- The Boys Are Back Tour (com 911 e Damage) (2020-2021)

Como Ato de abertura
- McBusted Tour (McFly) (2014)

## Prêmios
| Ano  | Indicado | Prêmio       | Resultado |
| ---- | -------- | ------------ | --------- |
| 2000 | Five     | Best Pop Act | Venceu    |

| Ano  | Indicado | Prêmio               | Resultado |
| ---- | -------- | -------------------- | --------- |
| 1998 | Five     | The MTV Select Award | Venceu    |

| Ano  | Indicado | Prêmio                                | Resultado |
| ---- | -------- | ------------------------------------- | --------- |
| 2013 | Five     | Best Music Act (on a Reality TV Show) | Venceu    |

| Ano  | Indicado | Prêmio        | Resultado |
| ---- | -------- | ------------- | --------- |
| 2000 | Five     | Best Newcomer | Venceu    |

| Ano              | Indicado       | Prêmio                   | Resultado |
| ---------------- | -------------- | ------------------------ | --------- |
| 1997             | Five           | Best New Act             | Venceu    |
| 1997, 1998, 1999 | Scott Robinson | Best Haircut             | Venceu    |
| 1998, 1999, 2000 | Five           | Best British Band        | Venceu    |
| 1998             | Five           | Best Album               | Venceu    |
| 1998             | Five           | Best Cover (Melhor Capa) | Venceu    |

| Ano  | Indicado | Prêmio                   | Resultado |
| ---- | -------- | ------------------------ | --------- |
| 2000 | Five     | Best Single              | Venceu    |
| 2000 | Five     | Best Album               | Venceu    |
| 2000 | Five     | Best International Group | Venceu    |

| Ano  | Indicado           | Prêmio        | Resultado |
| ---- | ------------------ | ------------- | --------- |
| 1999 | Five               | Best New Band | Venceu    |
| 2000 | "We Will Rock You" | Best Single   | Venceu    |